# Gədəbəyi járás
A Gədəbəyi járás (azeri nyelven:Gədəbəy rayonu) Azerbajdzsán egyik járása. Székhelye Gədəbəy.

A Gədəbəyi járás elhelyezkedése Azerbajdzsánban

## Népesség
- 1999-ben 86 193 lakosa volt, melyből 85 698 azeri, 442 orosz, 32 kurd, 7 örmény, 2 lezg, 2 tatár.
- 2009-ben 93 719 lakosa volt, melyből 93 573 azeri, 133 orosz, 2 örmény, 2 tatár, 1 kurd és 8 egyéb.